# Port Lincoln
Port Lincoln è una città dell'Australia Meridionale, sita all'estremità meridionale della penisola di Eyre della quale rappresenta uno dei maggiori centri per popolazione: essa è la sede della Città di Port Lincoln. Sebbene si trovi a soli 280 km ad ovest di Adelaide in linea d'aria, le due città sono separate dal golfo di Spencer e dal golfo St Vincent, rendendo l'effettiva distanza fra esse di circa 646 km.

Rinomata meta turistica grazie al clima mediterraneo ed ai mari pescosi, Port Lincoln vanta il titolo di "capitale australiana dei prodotti del mare" (seafood capital of Australia) ed è la città australiana col maggior numero di milionari.

## Geografia fisica
La città si affaccia sulla Baia di Boston, sul versante orientale dell'estremità meridionale della penisola di Eyre, la quale a sua volta si affaccia sul golfo di Spencer. Port Lincoln mostra un profilo costiero variegato, con spiaggette riparate che si alternano a coste rocciose e frastagliate. La città si espande sulle dolci colline adiacenti la costa, dove immediatamente all'infuori del centro abitato si estendono vigneti e coltivazioni di grano e canola.

Port Lincoln beneficia grandemente del sistema di upwelling che porta acque fredde e ricche di nutrienti dalla Grande Baia Australiana, rendendo le acque della zona estremamente pescose con specie commercialmente molto pregiate come il tonno rosso meridionale, la sardina oceanica, l'acciuga australe e la ricciola codagialla.

### Clima

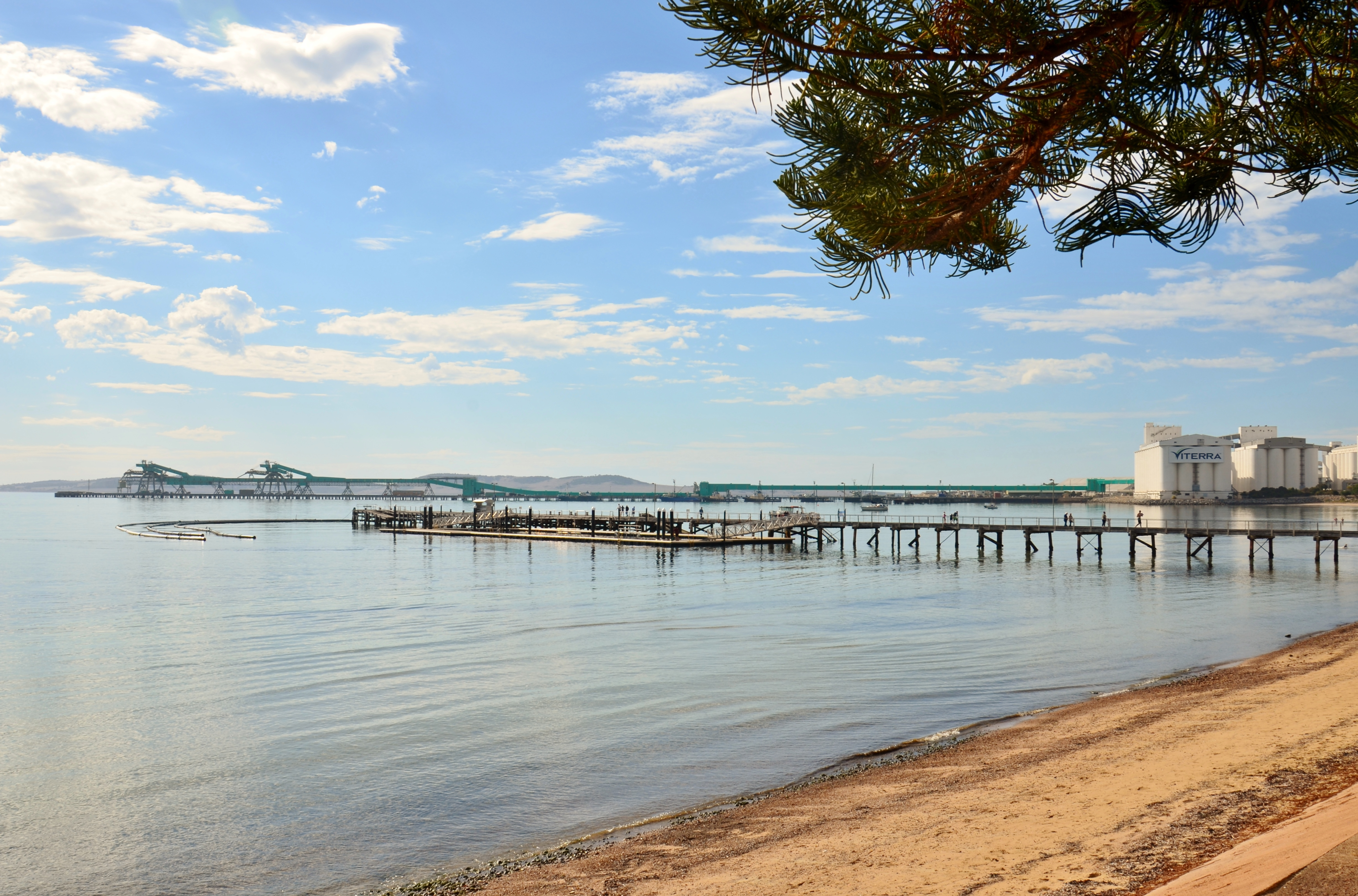
Veduta del lungomare.

Port Lincoln vanta un clima di tipo meriterraneo (Köppen: Csb, Trewartha: Csbl), con estati calde e secche, inverni miti con precipitazioni moderate e mesi primaverili ed autunnali miti e relativamente secchi.

Durante l'inverno l'arrivo di aria fredda dall'Oceano Antartico può portare acquazzoni, cali di temperatura e financo tempeste, mentre durante il resto dell'anno l'arrivo di aria proveniente dalle aree desertiche più a nord può portare impennate nelle temperature. Il mese più caldo è gennaio, con temperature medie che si aggirano fra i 15.8 ed i 26.2 gradi centigradi, mentre il mese più freddo è luglio, con temperature medie fra i 7.4 ed i 16.1 °C: la temperatura più alta mai registrata a Port Lincoln è di 48.3 °C, mentre la più bassa è di -0.3 °C. Durante tutto l'anno è presente una brezza costante, che contribuisce a mitigare la temperatura durante l'estate.

Sebbene l'area riceva un quantitativo di precipitazioni appena sufficiente da non essere classificata come clima steppico, concentrate durante i mesi invernali, essa può contare su una media di soli 57.2 giorni completamente soleggiati l'anno, col cielo che appare per il resto costantemente nuvoloso specie durante i mesi invernali. Non si ha notizia di precipitazioni nevose a Port Lincoln dalla sua fondazione, mentre la brina è un fenomeno raro limitato alle aree collinari interne e alle notti più rigide e terse.
La relativa scarsità d'acqua dolce fa sì che la città dipenda in gran parte per questa risorsa dagli acquedotti provenienti uno da Ceduna e l'altro dalla linea Iron Knob-Kimba, i quali si riversano nel bacino ricavato dalla diga sul fiume Tod. Sebbene fra la diffidenza della popolazione locale (con particolare resistenza opposta gli impianti di acquacoltura), il governo dell'Australia Meridionale starebbe vagliando la possibilità di costruire un impianto di desalinizzazione nell'area.

## Storia

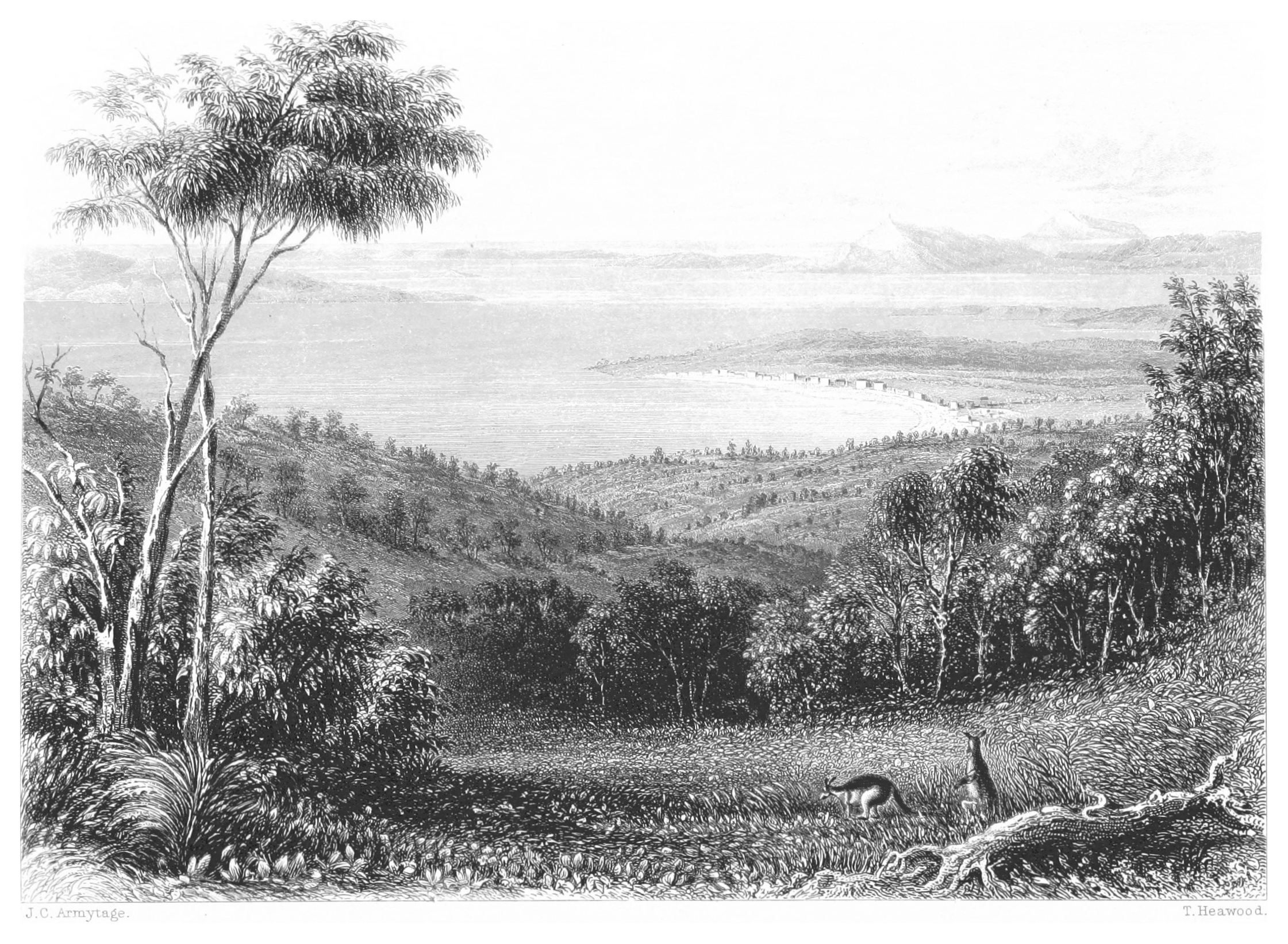
Illustrazione di Port Lincoln del 1870.

L'area dove attualmente sorge la città di Port Lincoln è stata abitata per decine di migliaia di anni dalla popolazione aborigena dei Barngarla, che chiamavano il luogo Galinyala ("acqua bellissima", in riferimento alle sorgenti site ad Happy Valley).
Il primo europeo ad attraccare nell'area fu Matthew Flinders a bordo dell'Investigator mentre mappava le zone costiere ancora inesplorate dell'Australia su commissione dell'Ammiragliato: il 25 febbraio del 1802, Flinders gettò l'ancora nella baia di Boston e decise di chiamare l'area prospiciente Port Lincoln in onore di Lincoln, cittadina del nativo Lincolnshire. Il 19 aprile dello stesso anno, Nicolas Baudin nel visitare la medesima zona le diede il nome di Port Champagny.
Fino agli anni '40 del XIX secolo, l'area veniva visitata principalmente da balenieri e cacciatori di foche.

Nel 1836 John Hindmarsh, primo governatore dell'Australia Meridionale, diede mandato al colonnello William Light di trovare un luogo idoneo alla fondazione della capitale della nascente provincia dell'Australia Meridionale, nella quale stavano già riversandosi i primi coloni: nonostante alcune fazioni (capeggiate dal capitano Thomas Lipson) fossero favorevoli all'elevazione di Port Lincoln al rango di capitale della nascente provincia, in virtù del clima mite, del porto naturale e del terreno fertile, Light non fu mai del tutto convinto della scelta a causa delle forti e improvvise raffiche di ponente che lo accolsero all'arrivo, oltre alla presenza di isole e scogli affioranti all'imboccatura del porto che rendevano la navigazione difficoltosa e soprattutto della mancanza di fonti d'acqua permanente, finendo in seguito per optare su Adelaide.

Tre anni dopo, il 19 marzo 1839, le prime tre navi cariche di coloni e di beni (Abeona, Porter e Dorset) attraccarono a Port Lincoln, che divenne capitale distrettuale (il distretto di Port Lincoln si estendeva allora fino all'attuale Port Augusta) il 3 ottobre dello stesso anno. Già nel 1840, quando l'esploratore Edward John Eyre si avventurò verso l'interno della penisola che oggi porta il suo nome, Port Lincoln contava 270 abitanti, 30 case in muratura, un albergo, una bottega di fabbro e un negozio di articoli vari, tutti perlopiù concentrati nell'area di Happy Valley, subito a sud di Point Boston.

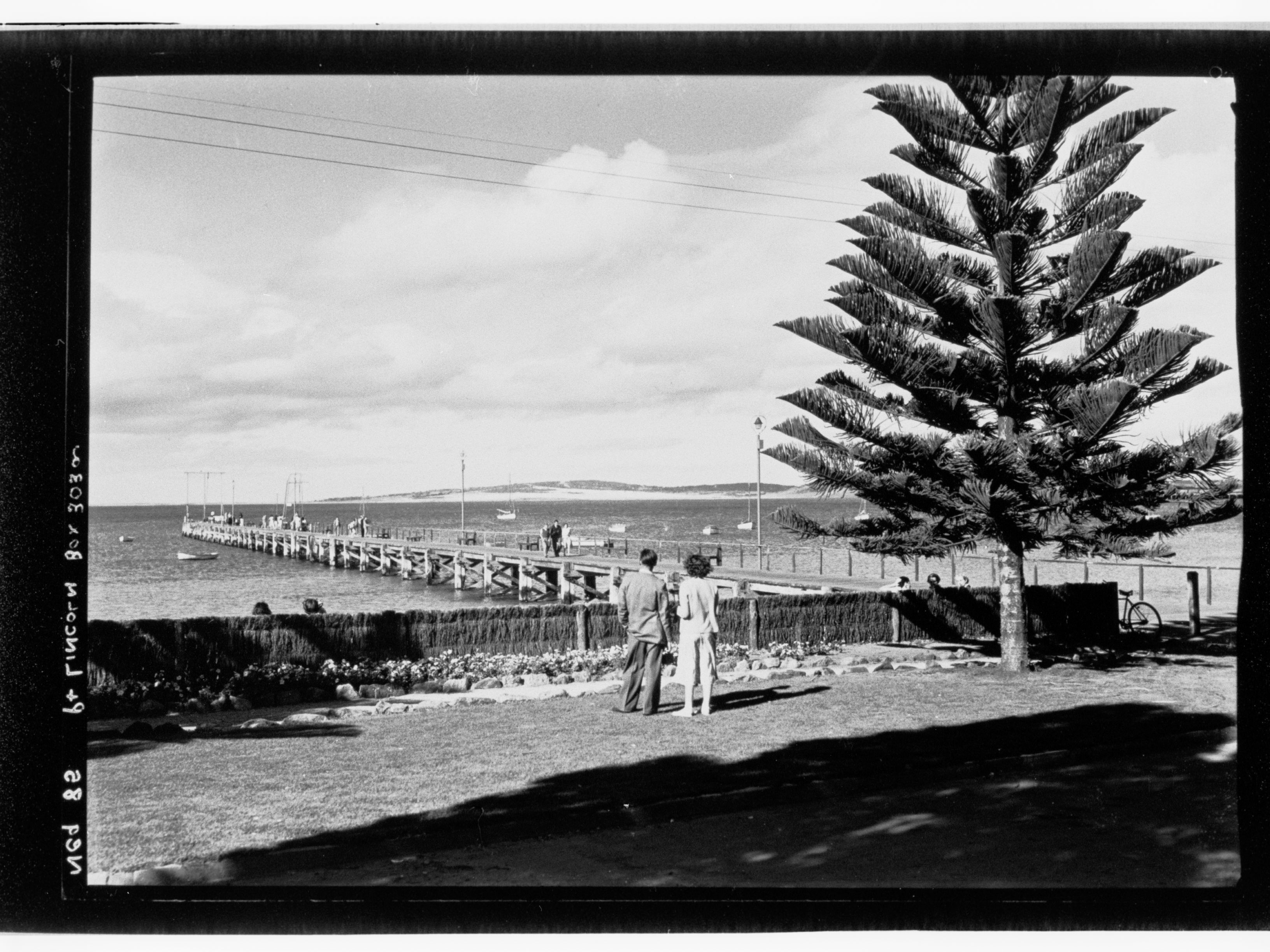
Foto storica della costa di Port Lincoln.

Già agli inizi del 1842 i contrasti con la comunità aborigena locale erano divenuti tali che l'insediamento rischiava di essere abbandonato: l'allora governatore George Grey dispiegò pertanto il 96º reggimento della British Army nell'area con funzioni di controllo del territorio. Dopo una sconfitta a Pillaworta (dove in seguito avverrà un massacro di aborigeni per rappresaglia), l'esercito, in collaborazione con la polizia montata e coi coloni in armi, riuscì ad allontanare i ribelli nativi e ristabilire l'ordine nella zona, dove venne distaccato un nucleo di polizia nativa.
Il primo luglio 1880 Port Lincoln venne proclamata capoluogo del consiglio distrettuale omonimo, mentre il 18 agosto 1921 venne istituita la Città di Port Lincoln. Nel 1936 l'insediamento contava circa 3 200 abitanti ed aveva una fiorente attività portuale, risultando il punto nevralgico dei commerci dell'area: lo status di città venne guadagnato il 21 gennaio 1971, venendo annunciato all'apertura del locale Tunarama Festival (evento annuale in cui si celebra lo status di "città marinara" di Port Lincoln attraverso fiere ed esibizioni, fra cui la caratteristica competizione del lancio del tonno) nel week-end dell'Australia Day.

## Monumenti e luoghi d'interesse

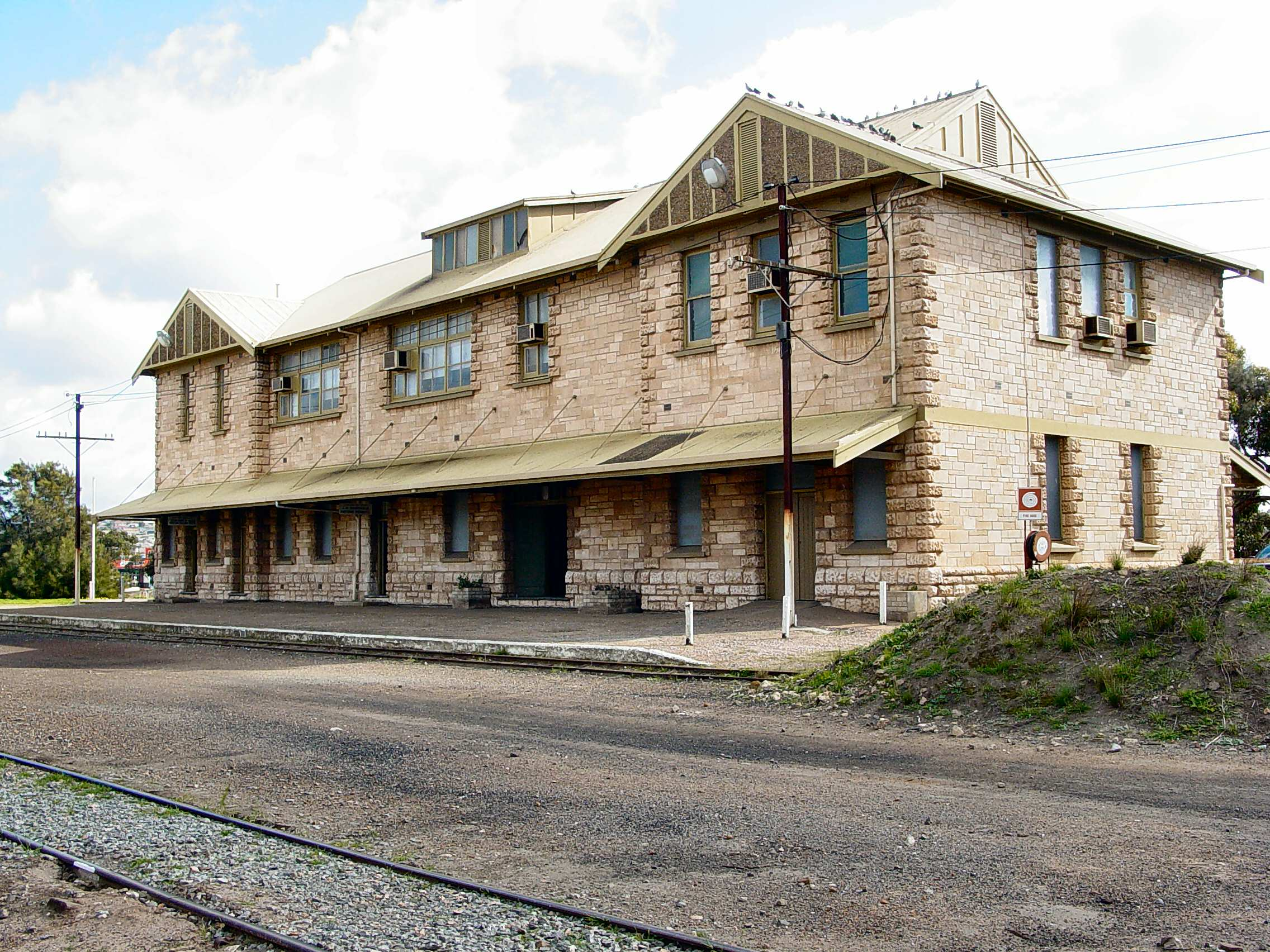
La vecchia stazione.

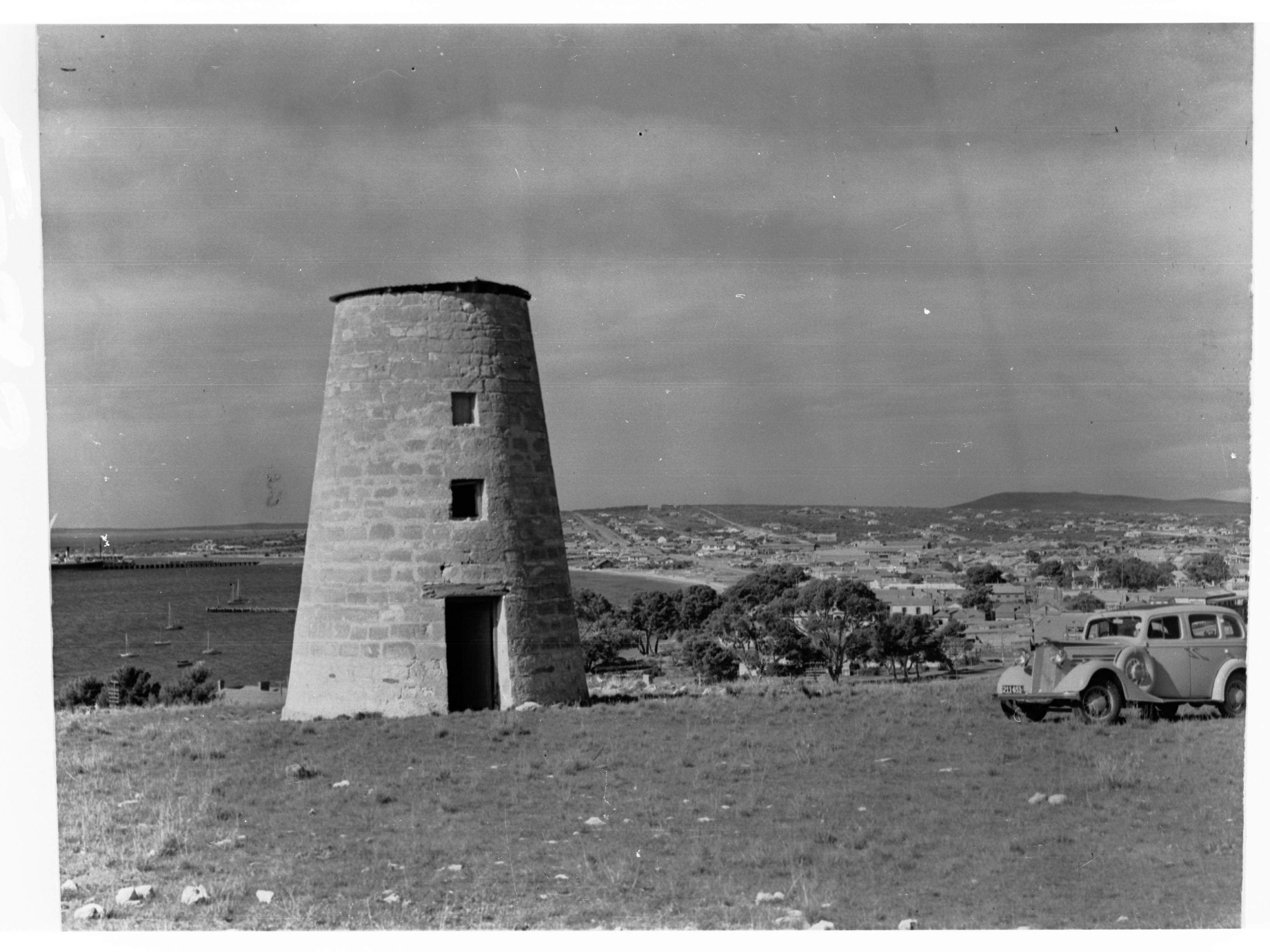
Old Mill Lookout nel 1935.

Port Lincoln vanta una serie di vecchi edifici ascritti al South Australian Heritage Register:
- Old Mill Lookout, il vecchio mulino (sebbene curiosamente non sia mai stato utilizzato a questo scopo), costruito nel 1846, rappresenta l'edificio più antico della zona[14];
- Hawson's Grave, la tomba di Frank Hawson, ucciso a dieci anni dagli aborigeni[15];
- Arrandale, complesso di stalle e cottage risalenti al XIX secolo[16];
- Port Lincoln railway station, la stazione ferroviaria, costruita nel 1908 e chiusa al trasporto passeggeri nel 1968[17];
- Port Lincoln Police Station and Courthouse[18];
- Ravendale House[19];

## Società
Al censimento del 2018, Port Lincoln registrava 16 326 residenti.  Sebbene la maggior parte degli abitanti di Port Lincoln siano australiani anglo-celtici, nel secondo dopoguerra si sono formate una forte comunità greca, croata e italiana, mentre negli ultimi anni è in crescita la comunità di persone provenienti dal subcontinente indiano: il 5.6% della popolazione della città è composto inoltre da aborigeni.

## Economia

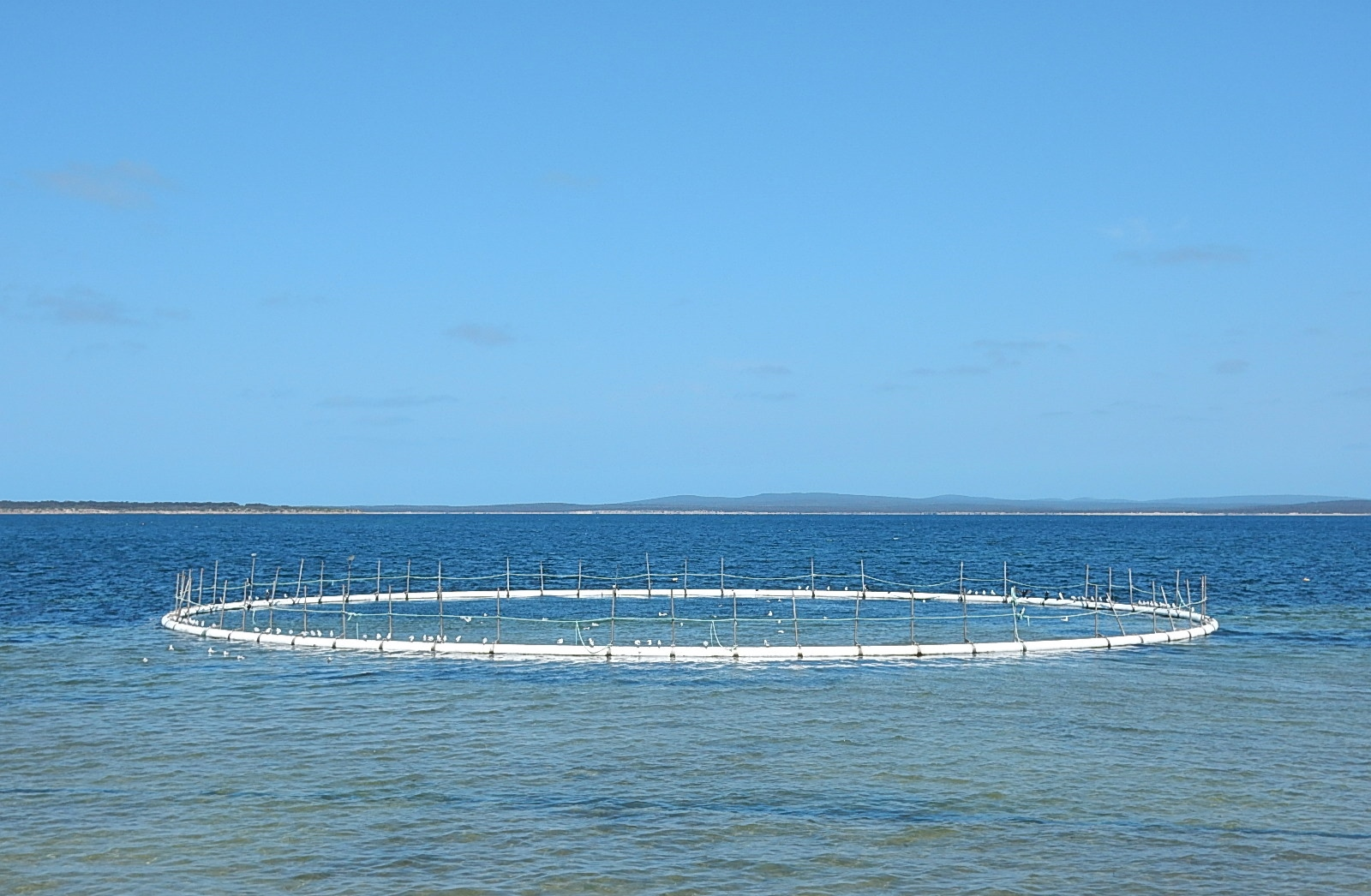
Gabbia per l'acquacoltura nei pressi di Boston Island: questo settore è in continua crescita a Port Lincoln.

L'economia di Port Lincoln gravita sulla presenza degli enormi silos (dalla capienza complessiva di oltre 337 500 tonnellate) per l'accumulo di cereali provenienti dalle aree agricole circostanti, dalle quali giungono anche la carne e la lana. Altro settore preponderante è la pesca e la lavorazione del pescato, con la città che ospita la più imponente flotta peschereccia dell'intero Paese: Port Lincoln, infatti, a partire dagli anni '50 (quando in città venne varata la MFV Tacoma, prima nave adibita a tale scopo) è stata sede di una fiorente industria dela pesca del tonno rosso meridionale, rivolta principalmente ai mercati giapponesi. Negli ultimi anni la zona ha visto un importante incremento dell'acquacoltura, con impianti su costa e in mare per l'allevamento o l'ingrasso del summenzionato tonno rosso, oltre ad altre specie pregiate come ricciola codagialla, abaloni, cozze e ostriche. Lo status di "capitale australiana dei prodotti del mare" è talmente radicato che in passato alcuni progetti approvati dal governo hanno dovuto essere abbandonati a causa della forte opposizione locale, basata sul potenziale impatto di detti progetti sull'industria della pesca e dell'acquacoltura: è il caso di un progetto di espansione di un impianto per l'esportazione di minerali ferrosi da parte di una compagnia mineraria locale, di un impianto di desalinizzazione, di una base militare e di esplorazioni petrolifere.

In passato, la città fungeva da centro regionale per l'intera porzione meridionale della penisola di Eyre, tuttavia nel corso degli ultimi vent'anni ha perso gran parte della propria centralità in tal senso per via delle politiche centraliste del governo dell'Australia Meridionale.
Port Lincoln rappresenta inoltre durante la bella stagione un rinomato centro turistico, per via del clima mite, dei paesaggi incantevoli e della posizione favorevole a cavallo fra il golfo di Spencer e la Grande Baia Australiana. La città viene visitata sia come crocevia sulla strada verso posti come i parchi nazionali di Lincoln e Coffin Bay, che distano meno di un'ora di macchina, che come terminale per immersioni, uscite in barca e pescaturismo: Port Lincoln rappresenta inoltre uno dei pochi posti al mondo dove vengono effettuate le escursion in barca con gabbie protettive per l'osservazione del grande squalo bianco, nelle vicine Neptune Islands.

## Infrastrutture e trasporti
La stazione ferroviaria di Port Lincoln rappresenta il capolinea di una linea ferroviaria a scartamento ridotto (1067 mm) che si dirama verso il lago MacDonnell e verso Buckleboo via Cummins. La città rappresentava inoltre il capolinea della Coffin Bay Tramway, operante fra il 1966 ed il 1989 per trasportare sabbia (da usare come flussante negli altoforni a Whyalla, Port Kembla e Kwinana) verso il porto da Coffin Bay per conto della BHP Group.
La città riceve inoltre a giorni alterni gli autobus a lunga percorrenza provenienti da Adelaide via Port Augusta, così come a giorni alterni da Port Lincoln partono gli autobus diretti verso la capitale statale.

### Aeroporti
L'aeroporto di Port Lincoln è situato 13 km a nord della città, a North Shields, ed è servito a cadenza oraria da voli da e per Adelaide a cura di Rex Airlines e QantasLink.

## Amministrazione

### Città gemellate
- Lincoln (Regno Unito)[30]